# Désert de Lompoul
Le désert de Lompoul est une petite zone désertique située dans le nord-ouest du Sénégal, à mi-chemin entre Dakar et Saint-Louis.

## Localisation
Il est situé dans la région de Louga, à moins de 10 km de l’océan, entre Lompoul-sur-mer et Kébémer.

## Caractéristiques
Sa superficie est de 18 km2. Les dunes peuvent atteindre une hauteur de 40 à 50 m.
Le sable aux tons ocre, voire rouges, est très fin. Il n'y a presque pas de végétation.

## Tourisme
Aux visiteurs se rendant au Sénégal, le désert de Lompoul donne souvent un avant-goût des grands déserts de Mauritanie, situés plus au nord. C'est désormais une destination assez prisée car perçue comme plus sécurisée par rapport aux autres déserts de l'espace sahélo-saharien.
Les excursions proposées le sont généralement au départ de Saint-Louis. L’hébergement peut se faire dans un campement de khaïmas (tentes maures).
Le site touristique devrait cependant disparaitre en 2023 avec l´extension prévue de l´exploitation de minerai de zircon,.

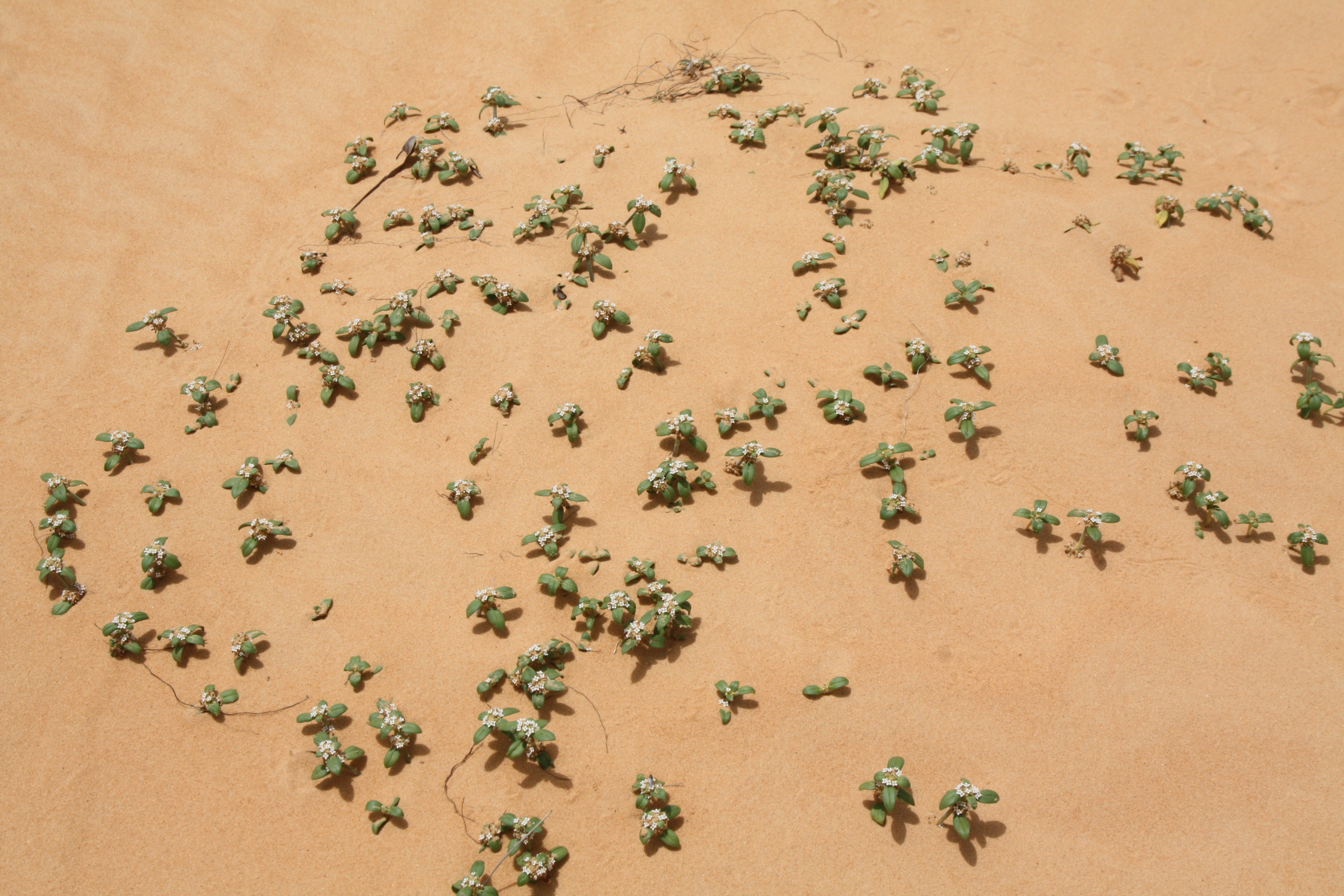
Végétation clairsemée.
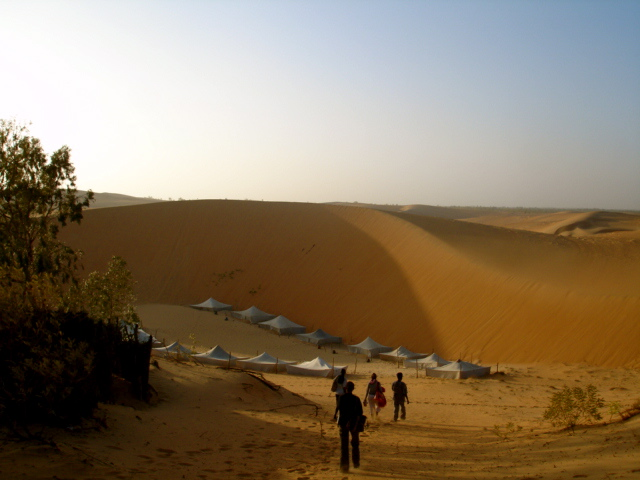
Campement au pied des dunes.
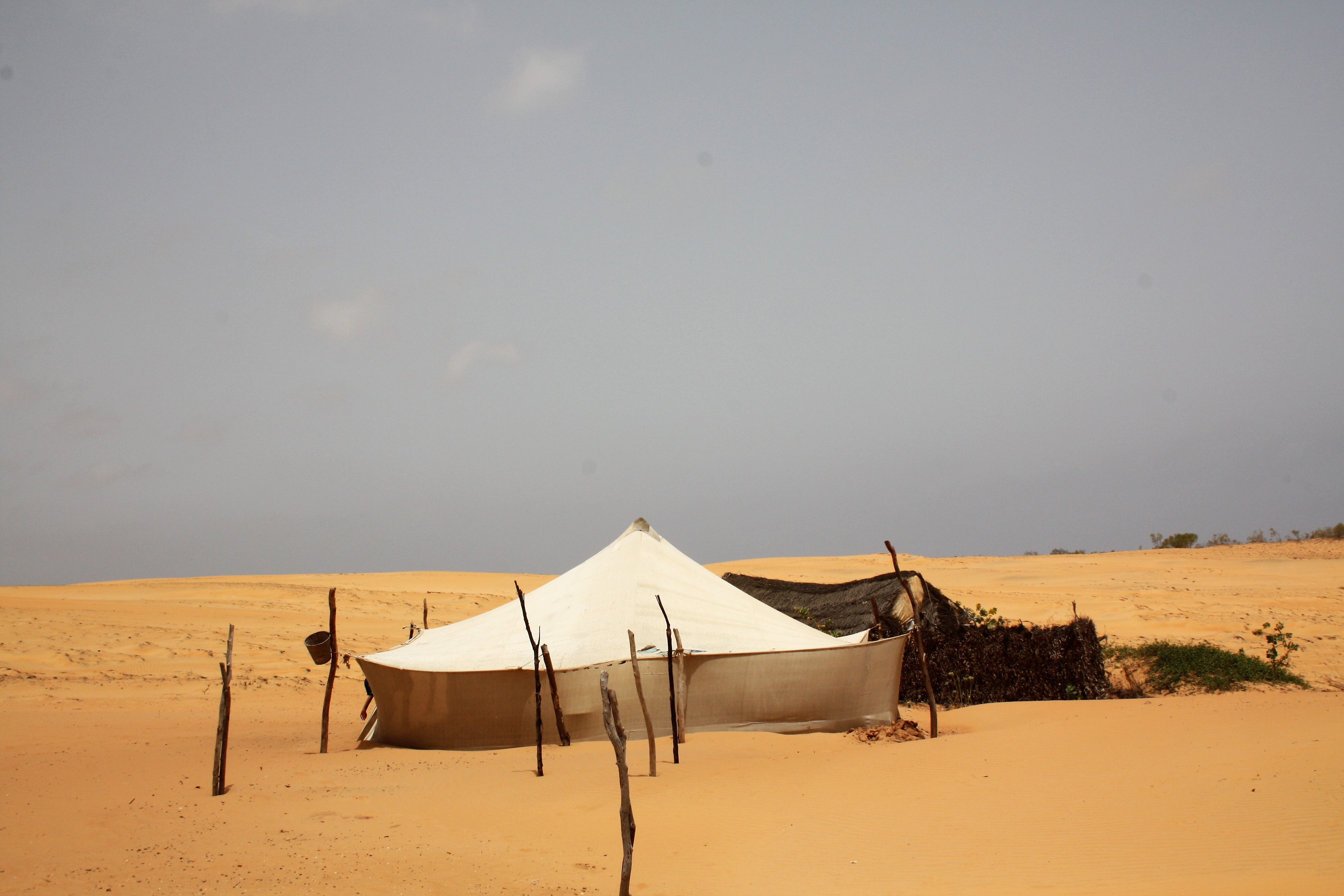
Khaïma.
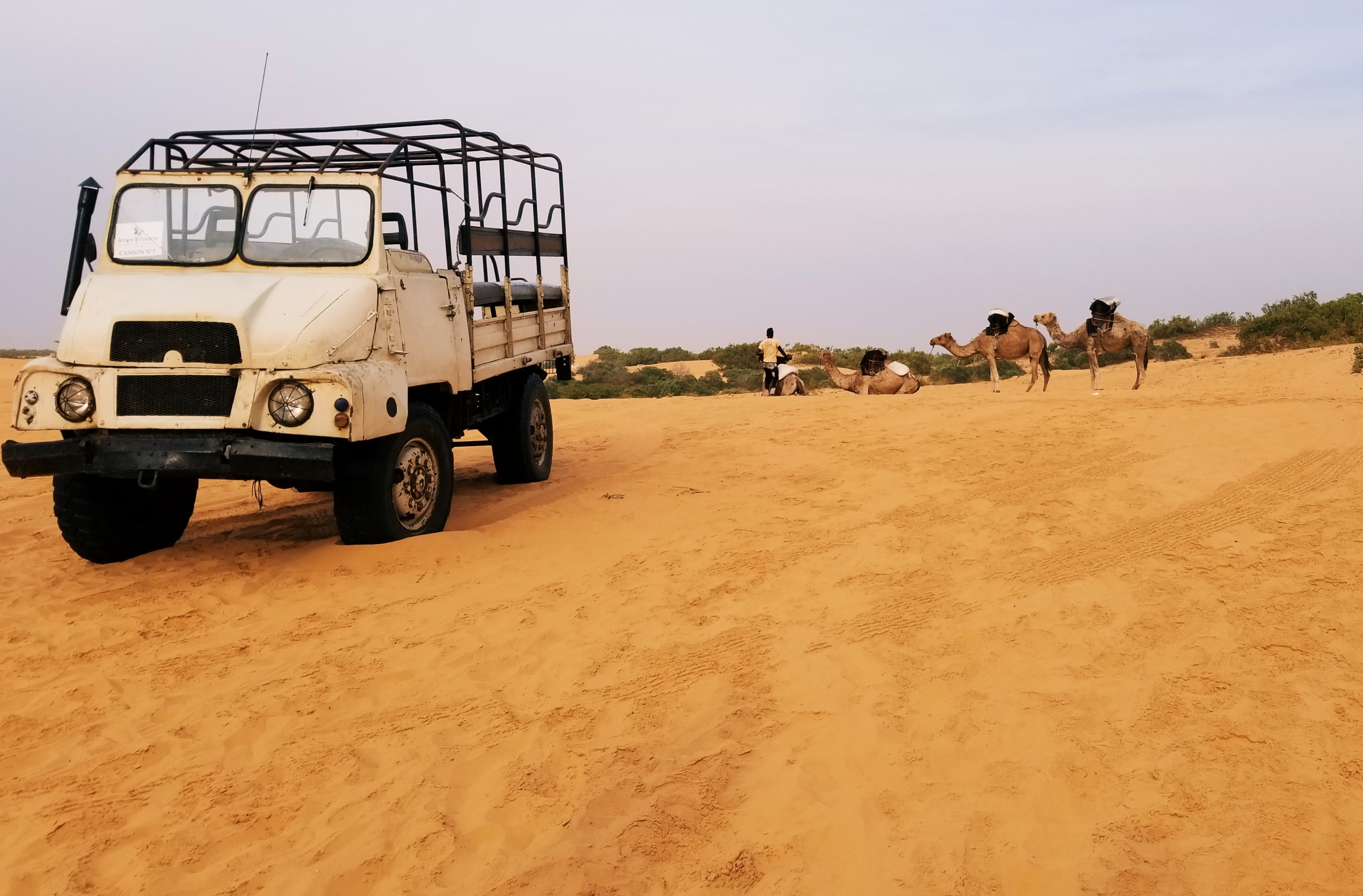
Découverte en 4x4.
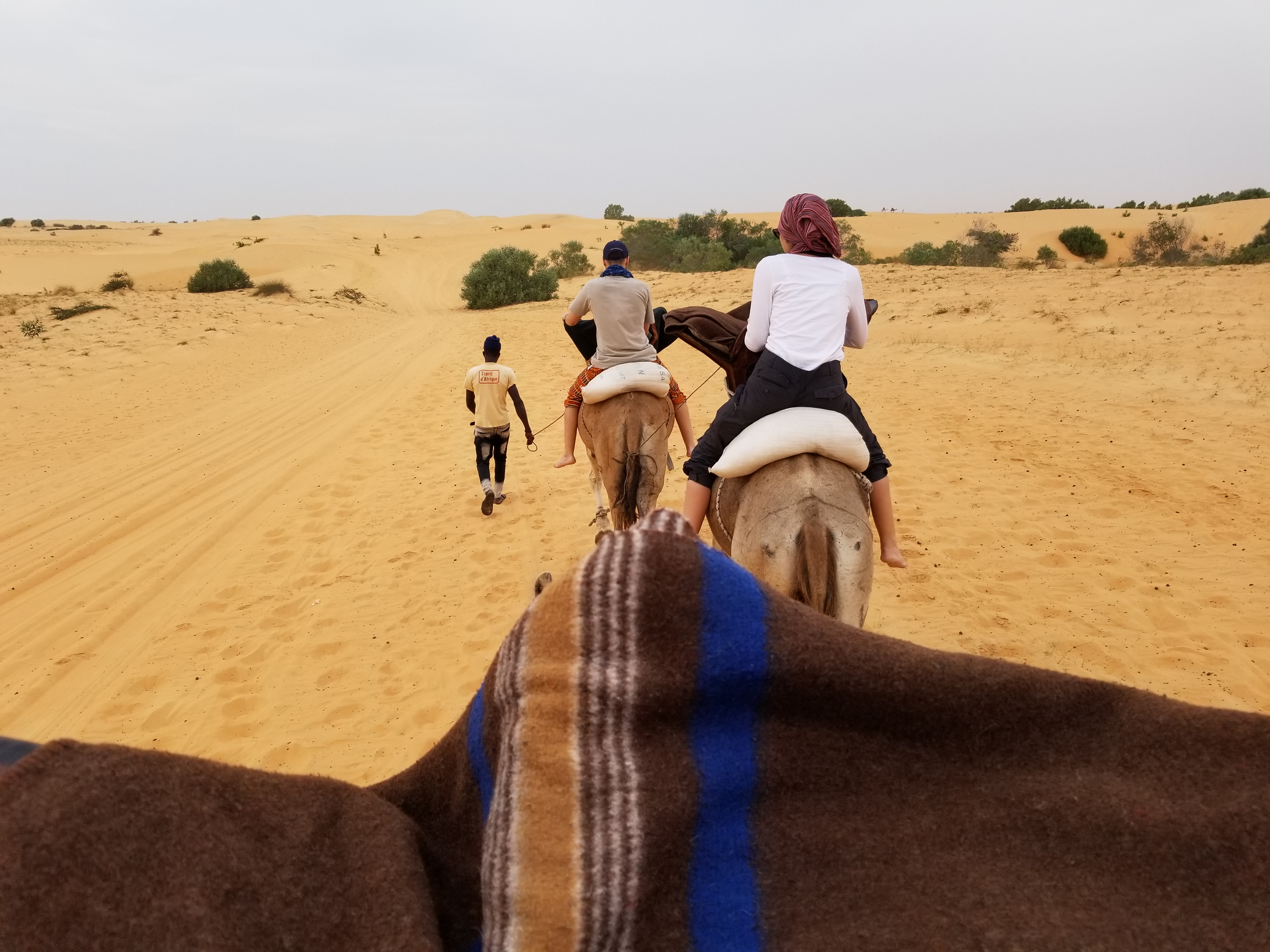
Promenade à dos de dromadaire.